# Cărpiniș (Timiș)
Cărpiniș is een gemeente in het Roemeense district Timiș en ligt in de regio Banaat in het westen van Roemenië. De gemeente telt 4968 inwoners (2005).

## Geografie
De oppervlakte van Cărpiniș bedraagt 46,85 km², de bevolkingsdichtheid is 106 inwoners per km².
De gemeente bestaat uit de volgende dorpen: Cărpiniș, Iecea Mică.

## Demografie
Van de 7146 inwoners in 2002 zijn 6177 Roemenen, 289 Hongaren, 120 Duitsers, 534 Roma's en 26 van andere etnische groepen.
Onderstaande figuur toont het verloop van het inwoneraantal vanaf 1880.

## Politiek
De burgemeester van Cărpiniș is Ioan Sima (PSD).

Onderstaande staafgrafiek toont de uitslagen van de gemeenteraadsverkiezingen van 6 juni 2004, naar stemmen per partij. 

## Geschiedenis
De historische Hongaarse en Duitse namen zijn respectievelijk Gyertyámos en Gertianosch of Gertjanosch. Na de verdrijving van de Turken komen in de 18e eeuw veel Donauschwaben naar het gebied. Ze leggen de basis voor de gemeente. Verder is er sprake van een minderheid aan Hongaren. De Roemenen worden pas een groep van belang na de Tweede Wereldoorlog. Een groot deel van de Duitsers zijn dan gevlucht, verdreven of naar werkkampen gestuurd.
Balinț · Banloc · Bara · Bârna · Beba Veche · Becicherecu Mic · Belinț · Bethausen · Biled · Birda · Bogda · Boldur · Brestovăț · Cărpiniș · Cenad · Cenei · Checea · Chevereșu Mare · Comloșu Mare · Coșteiu · Criciova · Curtea · Darova · Denta · Dudeștii Noi · Dudeștii Vechi · Dumbrava · Dumbrăvița · Fibiș · Fârdea · Foeni · Gavojdia · Ghilad · Ghiroda · Ghizela · Giarmata · Giera · Giroc · Giulvăz · Gottlob · Iecea Mare · Jamu Mare · Jebel · Lenauheim · Liebling · Lovrin · Margina · Mașloc · Mănăștiur · Moravița · Moșnița Nouă · Nădrag · Nițchidorf · Ohaba Lungă · Orțișoara · Parța · Pădureni · Peciu Nou · Periam · Pietroasa · Pișchia · Racovița · Remetea Mare · Sacoșu Turcesc · Saravale · Satchinez · Săcălaz · Secaș · Sânandrei · Sânmihaiu Român · Sânpetru Mare · Șag · Şandra · Știuca · Teremia Mare · Tomești · Tomnatic · Topolovățu Mare · Tormac · Traian Vuia · Uivar · Valcani · Variaș · Victor Vlad Delamarina · Voiteg